# 김해율산초등학교
김해율산초등학교는 대한민국 경상남도 김해시에 있는 공립 초등학교이다.

## 연혁
- 2020년 3월 1일 : 개교...